# James Richardson (géologue)
Pour les articles homonymes, voir James Richardson (homonymie).
James Richardson (né le 29 mars 1810 dans le Perthshire, Écosse et mort le 18 novembre 1883, à Matane, Québec) est un géologue et explorateur canadien.

## Biographie

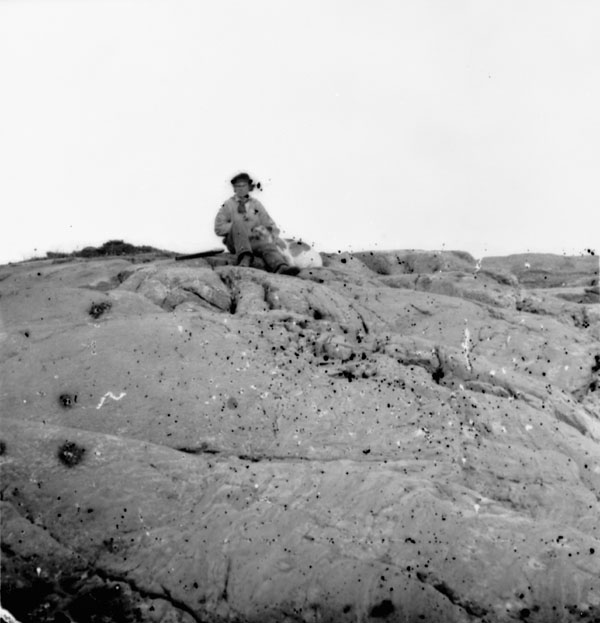
Membre de l'expédition de James Richardson pour la Commission géologique du Canada (CGC) à Terre-Neuve et Labrador, 1860. Il s'agît de la première photographie de terrain prise pour le compte de la CGC.

James Richardson immigre au Canada en 1829. Il travaille d'abord comme ouvrier agricole à Lachine puis comme enseignant dans le comté de Beauharnois, près de Montréal. En 1846 il est engagé par la Commission géologique du Canada, au poste d’adjoint pour une expédition de levés hydrographiques sur le lac Supérieur. Au cours des années suivantes, Richardson participe à une série de recherches géologiques des Cantons de l’Est jusqu’au début de la péninsule gaspésienne.
En 1856, Richardson obtient un poste permanent d’« explorateur » pour la Commission géologique. L'année suivante, il publie son premier rapport pour la Commission, intitulé « On the geology and topography of the island of Anticosti and the Mingan islands ». Par la suite, il entreprend des explorations géologiques le long de la côte gaspésienne et sur la rive nord du fleuve Saint-Laurent. En 1860, il devient le premier géologue au Canada à utiliser la photographie dans ses travaux. Il met à profit cette avancée afin de documenter les particularités géologiques lors de ses travaux sur la Côte-Nord et des côtes de Terre-Neuve.

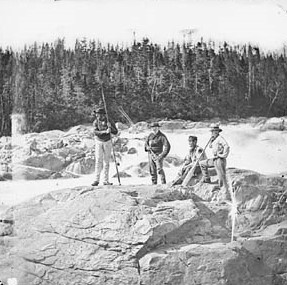
Membres de l'expédition de James Richardson pour la Commission géologique du Canada, entre Mingan et le détroit de Belle-Isle, 1860.

Les travaux de Richardson mettent l’accent sur le potentiel des gisements pour l’exploitation minière, comme dans le « Report of the country north of Lake St. John », publié en 1870. Cette exploration réalisée en 1857 avait exigé un long voyage en canot au nord-ouest du Lac-Saint-Jean, vers les lacs Obatogamau, Chibougamau et Waconichi.
En 1871, Richardson accompagne Alfred Richard Cecil Selwyn, alors directeur de la commission géologique, en Colombie-Britannique. Ses travaux portent sur les charbonnages et les tracés possibles des chemins de fer.
James Richardson prend sa retraite à en 1880, mais il continue d’accumuler des spécimens géologiques pour le McGill College de Montréal. Il devient aussi conservateur des collections à la Commission géologique. Il décède à Matane le 18 novembre 1883.

## Retombées de ses explorations

### Lac Chibougamau
James Richardson est le premier qui en 1857, cerne le potentiel minier de la région des lacs Opémisca et Chibougamau. Son rapport publié en 1870 suscite une vague d’explorations pour le compte de la Commission Géologique du Canada. En 1890 le gouvernement du Québec se lance à son tour dans l’exploration des ressources du secteur,. À la suite du rapport de Richardson, la Commission géologique et le Département des Terres de la Couronne de Québec commande des expéditions géologiques dans le secteur. Celle menée par Albert Peter Low et John Bignell en 1884 est couronnée de succès. Low effectue deux autres expéditions pour la commission géologique en 1885 et 1892. Au printemps 1904, le prospecteur Peter McKenzie prend connaissance des rapports de Richardson et de Low et entame des recherches minéralogiques sur la Copper Mountain décrite par Richardson. Il recueille des échantillons d'amiante, de pyrite, de magnétite, de quartz et d'ocre. Le surintendant des mines de la province de Québec, Joseph Obalski prend connaissance de la découverte et visite la région du lac Chibougamau avec McKenzie dès l'automne. Son rapport élogieux marque le coup d'envoi de l'exploration minière dans la région,,.

## Toponymie
- Canton Richardson, sur le territoire d'Eeyou-Istchee-Baie-James[5] ;
- Richardson Inlet, sur les îles de la Reine Charlotte (Colombie-Britannique)[1];
- Mont Richardson, en Gaspésie[6].

## Dans la culture
James Richardson est évoqué dans le roman L'Appel du Chibougamau de Larry Wilson, publié en 1956.